# Новолесная улица (Москва)
Новолесна́я у́лица (до 1952 — Новая Лесная улица) — улица в центре Москвы в Тверском районе между Лесной улицей и Бутырским Валом.

## Происхождение названия
Названа как Новая Лесная в начале XX века по расположению возле Лесной улицы. Современную форму названия получила в 1952 году.

## Описание
Новолесная улица начинается от Лесной, продолжая 1-ю Миусскую, проходит на северо-запад, слева к ней примыкает Приютский переулок, справа — Минаевский проезд, за которым Горлов тупик, выходящий на Новослободскую улицу (сквозного проезда здесь нет). Затем в конце улицы слева на неё выходит Новолесной переулок, после чего она заканчивается на Бутырском Валу напротив 5-й улицы Ямского Поля, которая расположена за железнодорожными путями Алексеевской соединительной линии (перегон «Москва-Смоленская»—«Савёловская») и соединена с Бутырским Валом только пешеходным переходом (автомобильного движения здесь нет).

## Примечательные здания
По нечётной стороне:
По чётной стороне:
- № 6Б, строение 2 — Институт психотерапии и клинической психологии;
- № 6А — Питомник скотч-терьеров «От Софии-Елены».

## Общественный транспорт
- Станции метро  Белорусская /  Белорусская,  Новослободская/ Менделеевская
- Автобусы № т56, т78 — только в направлении от улицы Бутырский Вал до Лесной улицы.
- Белорусский вокзал.